# Kirche Pahren

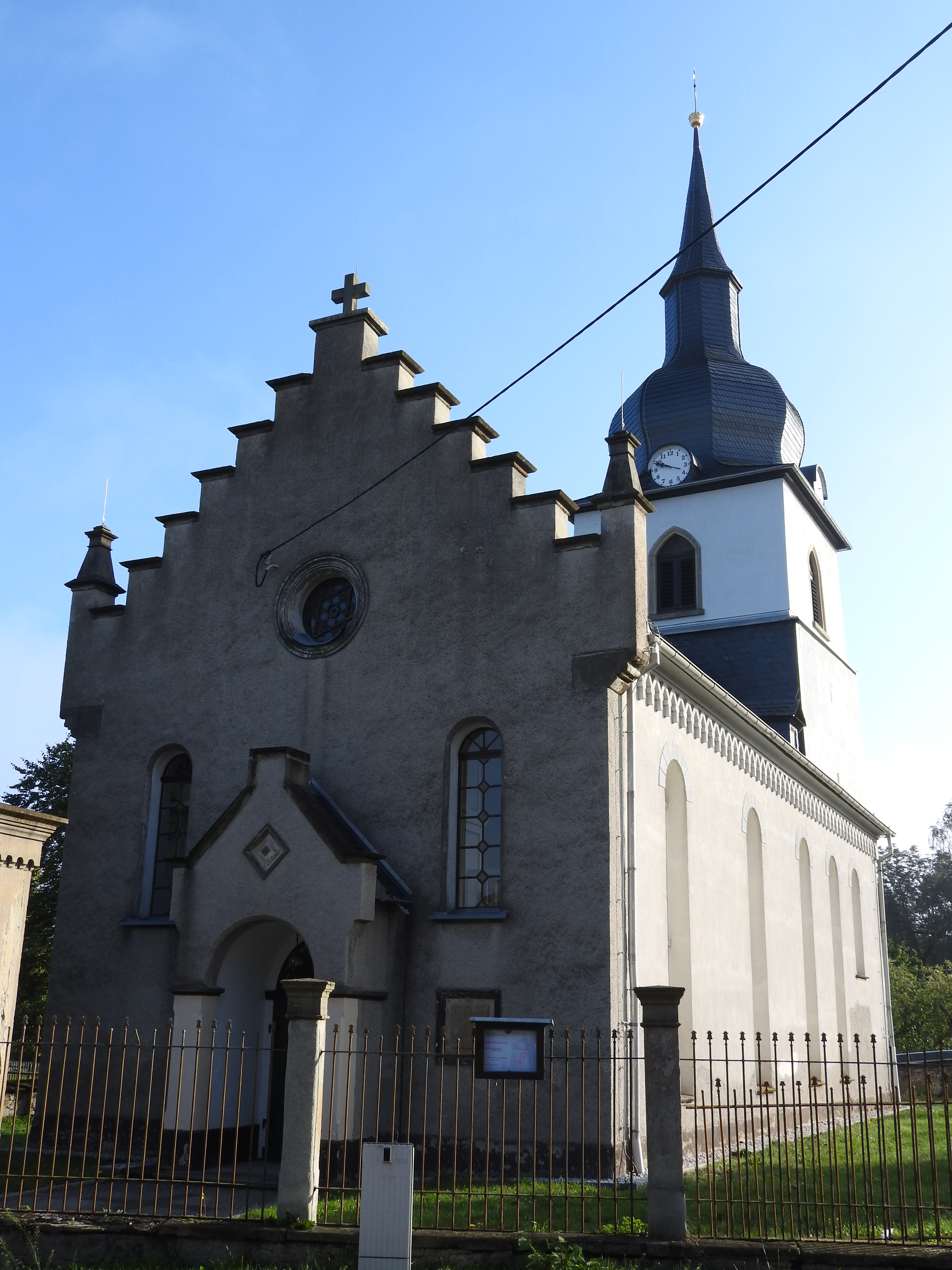
Kirche Pahren

Die evangelisch-lutherische, denkmalgeschützte Kirche Pahren steht im ummauerten Kirchfriedhof von Pahren, einem Ortsteil der Stadt Zeulenroda-Triebes im Landkreis Greiz von Thüringen. Die Kirchengemeinde Pahren gehört zum Pfarrbereich Auma im Kirchenkreis Greiz der Evangelischen Kirche in Mitteldeutschland.

## Beschreibung
An Stelle der im 17. Jahrhundert erwähnten Kirche wurde 1774 eine neue gebaut. 1860 wurde sie erneuert und erhielt ihr heutiges Aussehen als Saalkirche. Das mit einem Satteldach bedeckte Langhaus hat im Westen einen Staffelgiebel und einen Portikus. Unterhalb der Dachtraufe befindet sich ein Fries. Der eingezogene Chorturm im Osten ist mit einer bauchigen Haube bedeckt, auf der ein spitzer Helm sitzt. Östlich des Turms ist eine Apsis mit geradem Schluss angebaut. Der Innenraum hat eine Empore und ist mit einer Flachdecke überspannt. 
Zur Kirchenausstattung gehören ein Taufbecken und ein Kruzifix aus dem 17. Jahrhundert. Der Kanzelaltar wurde 1860 eingebaut. Die Orgel mit 12 Registern, verteilt auf 2 Manuale und Pedal, wurde 1920 von Karl-Heinrich Voigt gebaut.